# Comté de Stoddard
Le comté de Stoddard, en anglais : Stoddard county, est un comté du Missouri aux États-Unis. Le siège du comté se situe à Bloomfield. Le comté date de 1835 et il fut nommé en hommage au premier commandant territorial de la Haute Louisiane Amos Stoddard.  Au recensement de 2000, la population était constituée de 29.705 individus.

## Géographie
Selon le bureau du recensement des États-Unis, le comté totalise une surface 2.147 km² dont 5 km² d’eau. 

### Comtés voisins
- Comté de Bollinger  (nord)
- Comté de Cap-Girardeau (nord-est)
- Comté de Scott (Missouri)  (nord-est)
- Comté de New Madrid  (sud-est)
- Comté de Dunklin  (sud)
- Comté de Butler (Missouri)  (sud-ouest)
- Comté de Wayne (Missouri)  (nord-ouest)

### Routes principales
- U.S. Route 60
- Missouri Route 25
- Missouri Route 51
- Missouri Route 153

## Démographie
Selon le recensement de 2000, sur les 29 705 habitants, on retrouvait 12 064 ménages et 8 480 familles dans le comté. La densité de population était de 14 habitants par km² et la densité d’habitations (13 221 au total)  était de 6 habitations par km². La population était composée de 97,34 % de blancs, de 0,91 % d’afro-américains, de 0,40 % d’amérindiens et de 0,09 % d’asiatiques.
30,50 % des ménages avaient des enfants de moins de 18 ans, 57,4 % étaient des couples mariés. 23,9 % de la population avait moins de 18 ans, 8,5 % entre 18 et 24 ans, 26,3 % entre 25 et 44 ans, 24,1 % entre 45 et 64 ans et 17,2 % au-dessus de 65 ans. L’âge moyen était de 39 ans. La proportion de femmes était de 100 pour 92,6 hommes.
Le revenu moyen d’un ménage était de 26.987 dollars.

## Histoire
Colonisée en 1723, la région était précédemment habitée par les Apaches. Lorsque 1.029 colons européens périrent lors du massacre de « Little Dixie » en 1798, la colonisation fut repoussée de 24 ans.
Dans les années 1990, le comté était envahi de laboratoires clandestins réalisant des amphétamines.